# Lingue giudaiche
Le lingue giudaiche sono un insieme di lingue e dialetti sviluppati dalle comunità ebraiche sparse per il mondo dopo essere venute in contatto con le lingue nei cui territori le comunità si insediavano.
Tali lingue, per la maggior parte estinte, si sono sviluppate in particolar modo in Europa ed Asia, e rappresentano la fusione di elementi della lingua ebraica e aramaica con le lingue locali. Di solito scritte in alfabeto ebraico, presentano numerosi influssi grammaticali mutuati dalle lingue dei paesi ospiti.

## Elenco delle lingue giudaiche

### Lingue afroasiatiche
- Semitiche: lingua ebraica[2] e le varie lingue giudeo-arabe (tra cui il giudeo-marocchino)
- Berbere: lingua giudeo-berbera
- Cuscitiche: Kayla, Qwara

### Lingue indoeuropee
- Germaniche: lingua yiddish
- Neolatine (Lingue giudeo-romanze): lingua giudeo-spagnola (o giudesmo), lingua shuadit, lingua zarfatica e le varie lingue giudeo-italiane (o italkian, tra cui il bagitto e il giudeo-piemontese);
- Slave: lingua canaan;
- Greco: lingua yevanica, koinè giudaica greca;
- Iraniche: lingua giudeo-persiana.

### Lingue turche
- Turco: Lingua krymchak, lingua caraima

### Lingue caucasiche
- Georgiano: Lingua giudeo-georgiana